# Адміністративний поділ Танзанії

Адміністративний поділ Танзанії до 2012 року

Адміністративний поділ Танзанії після 2012 року

З точки зору адміністративно-територіального поділу територія Танзанії поділяється на 31 регіон (мкоа). Кожен регіон поділяється на райони (вілаї), всього їх нараховується 169. Райони своєю чергою поділяються на відділи (тарафи) та відділення (ката). Відділення поділяються на міські (мтаа) чи сільські (кіджиджі). Села також можуть складатись з окремих хуторів (вітонгоджі).

## Історія
1964 року, коли була утворена незалежна Танзанія, республіка отримала адміністративний устрій з колоніальних часів. На той час територія держави в межах материкової частини (колишньої республіки Танганьїки) поділялась на 22 регіони: Аруша, Багамойо, Букоба, Дарессалам, Додома, Ірінга, Кілва, Кондоа-Ірангі, Лінді, Махенге, Морогоро, Моші, Мванза, Пангані, Руфіджі, Рунгве, Сонгея, Табора, Танга, Уфіпа, Уджиджі, Усамбара. Окрім того, до складу нової держави увійшла територія колишнього Занзібарського султанату.
1966 року адміністративний поділ Танзанії був реорганізований, кількість регіонів зменшилась до 20.
1975 року адміністративний устрій знову був змінений, регіонів стало більше — 25. У 1970-их роках регіон Зіва-Магарібі змінив назву на Кагера.
2002 року був утворений новий регіон Маньяра з частини регіону Аруша.
2012 року було утворено ще 4 нові регіони: Геїта, Катаві, Нджомбе, Сімію. Кількість регіонів збільшилась до 30.
2016 року був утворений регіон Сонгве із частини регіона Мбея, довівши кількість регіонів до сучасного адміністративного устрою.

## Регіони
З 2016 року кількість адміністративних одиниць першого рівня не змінюється і складає 31 регіон:
| №  | Регіон (mkoa)       | Регіон (англійською мовою) | Адміністративний центр | Кількість районів | Площа, км² | Населення (станом на 2002), тис. осіб | Населення (станом на 2012), тис. осіб |
| -- | ------------------- | -------------------------- | ---------------------- | ----------------- | ---------- | ------------------------------------- | ------------------------------------- |
| 1  | Аруша               | Arusha                     | Аруша                  | 7                 | 36 486     | 1 292,973                             | 1 694,310                             |
| 2  | Геїта3              | Geita                      | Геїта                  | 5                 | 20 054     | —                                     | 1 739,530                             |
| 3  | Дар-ес-Салам        | Dar es Salaam              | Дар-ес-Салам           | 3                 | 1 393      | 2 497,940                             | 4 364,541                             |
| 4  | Додома              | Dodoma                     | Додома                 | 7                 | 41 311     | 1 698,996                             | 2 083,588                             |
| 5  | Занзібар Західний1  | Zanzibar Urban/West        | Занзібар               | 2                 | 230        | 391,002                               | 593,678                               |
| 6  | Занзібар Північний1 | Zanzibar North             | Мкокотоні              | 2                 | 470        | 136,953                               | 187,455                               |
| 7  | Занзібар Південний1 | Zanzibar Central/South     | Коані                  | 2                 | 854        | 94,504                                | 115,588                               |
| 8  | Іринга              | Iringa                     | Іринга                 | 5                 | 56 864     | 1 495,333                             | 941,238                               |
| 9  | Кагера              | Kagera                     | Букоба                 | 8                 | 28 388     | 2 033,888                             | 2 458,023                             |
| 10 | Катаві3             | Katavi                     | Мпанда                 | 3                 | 45 843     | —                                     | 564,604                               |
| 11 | Кігома              | Kigoma                     | Кігома                 | 8                 | 37 037     | 1 679,109                             | 2 127,930                             |
| 12 | Кіліманджаро        | Kilimanjaro                | Моші                   | 7                 | 13 309     | 1 381,149                             | 1 640,087                             |
| 13 | Лінді               | Lindi                      | Лінді                  | 6                 | 66 046     | 791,306                               | 864,652                               |
| 14 | Маньяра2            | Manyara                    | Бабаті                 | 6                 | 45 820     | 1 040,461                             | 1 425,131                             |
| 15 | Мара                | Mara                       | Мусома                 | 7                 | 19 566     | 1 368,602                             | 1 743,830                             |
| 16 | Мбея                | Mbeya                      | Мбея                   | 7                 | 35 954     | 2 070,046                             | 2 707,410                             |
| 17 | Мванза              | Mwanza                     | Мванза                 | 7                 | 19 592     | 2 942,148                             | 2 772,509                             |
| 18 | Морогоро            | Morogoro                   | Морогоро               | 7                 | 70 799     | 1 759,809                             | 2 218,492                             |
| 19 | Мтвара              | Mtwara                     | Мтвара                 | 7                 | 16 707     | 1 128,523                             | 1 270,854                             |
| 20 | Нджомбе3            | Njombe                     | Нджомбе                | 6                 | 21 347     | —                                     | 702,097                               |
| 21 | Пемба Північна1     | Pemba North                | Вете                   | 2                 | 574        | 186,013                               | 211,732                               |
| 22 | Пемба Південна1     | Pemba South                | Мкоані                 | 2                 | 332        | 176,153                               | 195,116                               |
| 23 | Пвані               | Pwani                      | Кібаха                 | 7                 | 32 407     | 889,154                               | 1 098,668                             |
| 24 | Рувума              | Ruvuma                     | Сонгеа                 | 6                 | 63 498     | 1 117,166                             | 1 376,891                             |
| 25 | Руква               | Rukwa                      | Сумбаванга             | 4                 | 68 635     | 1 141,743                             | 1 004,539                             |
| 26 | Симію3              | Simiyu                     | Баріаді                | 5                 | 25 212     | —                                     | 1 584,157                             |
| 27 | Сингіда             | Singida                    | Сингіда                | 6                 | 49 341     | 1 090,758                             | 1 370,637                             |
| 28 | Сонгве4             | Songwe                     | Ввава                  | 5                 | 27 656     | нд                                    | нд                                    |
| 29 | Табора              | Tabora                     | Табора                 | 7                 | 76 151     | 1 717,908                             | 2 291,623                             |
| 30 | Танга               | Tanga                      | Танга                  | 10                | 26 808     | 1 642,015                             | 2 045,205                             |
| 31 | Шиньянга            | Shinyanga                  | Шиньянга               | 5                 | 50 781     | 2 805,580                             | 1 534,808                             |

1 — Входять до складу автономії Занзібар.

2 — Регіон Маньяра виділений у 2002 з регіону Аруша.

3 — Нові регіони, створені у 2012 році.

4 — Регіон Сонгве виділений у 2016 з регіону Мбея.